# Vimanavatthu
El Vimānavatthu (Vimāna-; abreviado como "Vv") es una escritura budista theravada, el sexto libro del Khuddaka Nikaya en el Canon Pali. Su nombre en Pali significa "Historias del Vimana", usualmente traducido como 'moradas celestiales' o 'mansiones divinas'.  El Vimanavatthu es una antología de 83 historias cortas escritas en verso, divididas en siete capítulos o vagga. Cada historia describe la vida y los actos de un personaje que ha alcanzado residencia en una mansión celestial, el "Vimana", debido a sus actos meritorios.

## Resumen
Cada una de las historias en el Vimanavatthu sigue el mismo patrón, utilizando el marco del discípulo del Buda Mahamoggallana preguntando a un deva la razón de su residencia actual en una morada divina. El deva luego relata las buenas acciones en su vida anterior que llevaron a su renacimiento en el reino divino.
El texto es generalmente considerado por los académicos como una adición relativamente tardía al Canon Pali, posiblemente uno de los últimos textos añadidos al Khuddaka Nikaya antes de que se cerrara el Canon. Textos o historias seleccionadas del Vimanavatthu pueden ser más antiguas, algunas estando compuestas en el arcaico metro Arya y otras posiblemente reflejando reelaboraciones de historias más antiguas, incluyendo préstamos de las colecciones del Jataka. Su contenido se asemeja mucho a una sección del Mahavastu, así como a un texto fragmentario Sarvastivada del Ksudrakagama llamado el Vimānāvadāna, lo que sugiere un origen en una colección más antigua de historias.
Las narrativas basadas en el Vimanavatthu y el Petavatthu, un texto similar, fueron ampliadas en las tradiciones de comentarios y se convirtieron en una fuente popular de material para sermones. La colección en su conjunto probablemente estaba dirigida a los budistas laicos y presenta una visión relativamente simple del karma, donde las buenas acciones son recompensadas con un renacimiento prometedor. Sin embargo, muchos de los devas lamentan no haber hecho aún más y haberse convertido en seres plenamente iluminados.

## Traducciones
- "Stories of the mansions", tr Jean Kennedy, in Minor Anthologies of the Pali Canon, volume IV, 1st edn, 1942
- "Stories of the mansions", tr I. B. Horner, in Minor Anthologies IV, 2nd edn, 1974, Pali Text Society, Bristol
- In Vimana Stories, tr Peter Masefield, 1989, Pali Text Society, Bristol; translation of the commentary, with the verses embedded; the PTS's preferred translation